# Nilobezzia aranea
Nilobezzia aranea är en tvåvingeart som beskrevs av Debenham 1974. Nilobezzia aranea ingår i släktet Nilobezzia och familjen svidknott. Inga underarter finns listade i Catalogue of Life.